# 武漢伢
《武漢伢》是一首歌曲，發佈於2020年1月。歌曲由段思思、譚旋作詞，譚旋作曲，陳夔編曲。歌曲祝願COVID-19疫情可以早日結束，人民可以正常生活。该歌曲于2020年9月入选第八批“中国梦”主题新创作歌曲。